# Anastásios Metaxás
Pour les articles homonymes, voir Metaxás.
Anastásios Metaxás (en grec moderne : Αναστάσιος Μεταξάς), né le 27 février 1862 à Athènes et décédé le 28 janvier 1937, était un architecte et sportif grec.
Il réalisa la rénovation du Stade panathénaïque, financée par Georges Averoff, pour l'organisation des Jeux olympiques d'été de 1896 à Athènes.
Il participa aussi à ces mêmes Jeux, dans les épreuves de tir militaire et de tir libre où il se classa quatrième à chaque fois.
On lui doit aussi l'extension de l'aile est du Musée national archéologique d'Athènes et la basilique Saint-André l'Apôtre de Patras.